# Петровский, Гурий Тимофеевич
Гу́рий Тимофе́евич Петро́вский (5 августа 1931, Ленинград — 29 сентября 2005, пос. Овсяное, Ленинградская область) — российский физико-химик, специалист в области технологии оптических и специальных стёкол, академик Российской академии наук.

## Биография
Родился в Ленинграде в 1931 году и пережил здесь блокаду. В 1950 году окончил среднюю школу с золотой медалью и поступил в Ленинградский технологический институт им. Ленсовета (ЛТИ) на факультет технологии силикатов. С третьего курса участвовал в научно-исследовательской работе на кафедре технологии стекла, возглавляемой членом-корреспондентом АН СССР Н. Н. Качаловым. По окончании института был принят в аспирантуру ЛТИ, но через год, в феврале 1957 года, по решению ректората был направлен для продолжения учёбы в аспирантуру Пражского химико-технологического института. Окончил аспирантуру в феврале 1959 года, тогда же защитил кандидатскую диссертацию (на чешском языке, которым овладел в совершенстве). Тема диссертации — «Электрические свойства стёкол и физическая химия стеклянного электрода».
В апреле 1959 года поступил на работу в Государственный оптический институт им. С. И. Вавилова (ГОИ) на должность младшего научного сотрудника лаборатории физико-химических свойств стёкол. В 1966 году назначен начальником отдела оптического стекла. В 1968 году защитил диссертацию на соискание учёной степени доктора химических наук.
С 1968 года принимал активное участие в организации, а в 1969 году назначен директором Филиала № 1 ГОИ, образованного на базе отделов оптического стекла и кристаллов ГОИ и переданного в ведение ГОИ на правах опытного производства Ленинградского завода оптического стекла (ЛенЗОС). В 1990 году Филиал № 1 преобразован в Научно-исследовательский и технологический институт оптического материаловедения (НИТИОМ) в составе ГОИ. Г. Т. Петровский назначен его директором.
23 декабря 1976 года избран членом-корреспондентом АН СССР по Отделению физикохимии и технологии неорганических материалов.
В 1994 году назначен генеральным директором Всероссийского научного центра «ГОИ им. С. И. Вавилова»; совмещал эту должность до 2000 года с должностью директора НИТИОМ.
Один из организаторов Оптического общества им. Д. С. Рождественского . С 1996 года его президент. Награждён медалями Общества — Д. С. Рождественского и И. В. Гребенщикова.
29 мая 1997 года избран академиком Российской академии наук. Академик Инженерной, Технологической и Метрологической академий РФ.
В 2002 году в связи с достижением 70-летнего возраста по решению вышестоящего руководства оставил пост генерального директора и продолжал научную деятельность в качестве Почётного директора НИТИОМ и начальника лаборатории института.
Скоропостижно скончался 29 сентября 2005 года.

## Научные результаты
С именем Гурия Тимофеевича Петровского связан большой период отечественных исследований и разработок в области оптических материалов. Под его руководством или при непосредственном участии разработана основная часть действующего в стране каталога оптического стекла. Он успешно продолжал и развивал традиции российской научной школы оптического материаловедения, основал ряд научных направлений и воспитал десятки известных учёных и специалистов — кандидатов и докторов наук. В его научном наследии свыше 600 опубликованных трудов, докладов и изобретений.
Под руководством Г. Т. Петровского в ГОИ и позднее в НИТИОМ были сформированы основные научные направления, в каждое из которых он внёс существенный вклад:
- Физика, физическая химия и технология стекла[3];
- Физическая химия и технология кристаллических сред[4];
- Волоконная оптика и канальные системы для приборов специального назначения[5].

Исследования Г. Т. Петровского в первый период его работы в ГОИ связаны с созданием оптических стёкол с предельными значениями оптических постоянных в диаграмме Аббе. Большой цикл его работ по созданию и изучению физико-химических свойств стёкол на основе фтористого бериллия завершился в 1968 году защитой диссертации на соискание учёной степени доктора химических наук. Дальнейшие исследования электрических свойств этих стёкол привели к обнаружению неизвестного ранее механизма переноса электричества в стеклообразных материалах, позднее признанного открытием.
С началом освоения космического пространства возникла необходимость в оптической аппаратуре, предназначенной для оснащения спутников и космических кораблей. Создание такой аппаратуры потребовало специальных оптических материалов — атермальных, то есть мало чувствительных к значительным перепадам температуры, по возможности более лёгких, чем имевшиеся, и т. д. Для линзовой оптики это ещё и высокое светопропускание и однородность с учётом диаметра заготовок до 500 мм. Под руководством Г. Т. Петровского были разработаны стёкла с особыми оптическими и спектральными свойствами, в том числе с высоким содержанием окиси лантана и тория, для крупногабаритных космических длиннофокусных фотообъективов (Государственная премия СССР 1970 г.), Для зеркальной оптики диаметром до 1000 мм было разработано специальное стекло и технология его спекания с бериллиевой подложкой, что обеспечило необходимую жёсткость конструкции объектива и позволило значительно уменьшить массу выводимого на орбиту телескопа.
К работам ГОИ космического направления примыкает большой объём теоретических и экспериментальных исследований Г. Т. Петровского с сотрудниками с целью создания оптических материалов с недостижимыми в земных условиях свойствами. Основные результаты, в том числе полученные в 1980 году во время космического полёта советским космонавтом В. В. Рюминым, обобщены в монографии.
По программе работ ГОИ в области лазеров Г. Т. Петровским с сотрудниками разработаны технологии получения высокопрозрачных и однородных материалов для лазерной оптики — рубина, алюмоиттриевого граната, активированного неодимом, гольмием, хромом и тулием, калий-гадолиниевого вольфрамата, иттрий-литиевого фторида и др. Были выяснены причины разрушения кварцевых стёкол под действием лазерного излучения и создан ряд стёкол с высокой лучевой прочностью для активных элементов и выходных окон мощных лазеров (Государственная премия 1980 г.).
Г. Т. Петровским с сотрудниками создана технология получения ряда кристаллических материалов для использования в инфракрасных (ИК) оптических системах (арсенид и фосфид галлия, кремний и карбид кремния, германий, лейкосапфир и др.). Разработан новый класс поликристаллических материалов с высокой прозрачностью в ИК области — оптическая керамика на основе сульфида и селенида цинка, превосходящая по прочности монокристаллические материалы. Получены крупногабаритные, высоко прозрачные и стойкие кристаллы для ультрафиолетовой и мягкой рентгеновской литографии (флюорит, фториды бария, кальция и лития, и др.) с целью удовлетворения потребностей микроэлектроники в чипах с разрешением до 0,1 мкм и выше.
Разработаны материалы для волоконной оптики, предназначенные для оптических линий связи, создания гибких световодов медицинского назначения и др. (Премия Министерства оборонной промышленности за работы в области науки, техники и технологии в 1997 г., Государственная премия в 1998 г.). Особый класс волоконной оптики представляют микроканальные пластины (МКП) — устройства усиления потоков электронов, применяемые, в частности, в приборах ночного видения. Под руководством и с активным личным участием Г. Т. Петровского был организован весь обширный цикл работ от решения фундаментальных проблем до освоения технологии и серийного производства МКП.

## Педагогическая и научно-общественная деятельность
На протяжении многих лет Г. Т. Петровский вёл педагогическую работу в ведущих вузах — Ленинградском технологическом институте (ЛТИ) и Санкт-Петербургском государственном университете информационных технологий, механики и оптики (СПбГУ ИТМО). Он был не только организатором учебного процесса и преподавателем, но и постоянно привлекал к чтению лекций ведущих сотрудников ГОИ и НИТИОМ. В 1994 году получил звание Почётного доктора СПбГУ ИТМО.
Г. Т. Петровский был активным инициатором и организатором представительных конференций по стеклообразному состоянию и выпуска ряда Трудов ГОИ, посвящённых этим вопросам.
Совместно с Е. А. Порай-Кошицем и М. М. Шульцем он организовал в 1975 году научный журнал «Физика и химия стекла» и в течение многих лет был членом его редакционной коллегии. Также многие годы Г. Т. Петровский состоял в редакционном совете издаваемого ГОИ научно-технического «Оптического журнала».
Во многом по инициативе Г. Т. Петровского было налажено сотрудничество ГОИ с оптиками Германской Демократической Республики в области оптического материаловедения. Одним из важных результатов этого сотрудничества была унификация параметров качества оптического стекла, выпускавшегося предприятиями СССР и ГДР, а также издание в 1978 году совместного каталога. В 1990 году под редакцией Г. Т. Петровского были изданы каталоги отечественных бесцветных, цветных и особых стёкол.
В 2005 году за цикл фундаментальных и прикладных исследований в области физикохимии и технологии нетрадиционных оптических материалов, обеспечивающих развитие и серийный выпуск космической, лазерной, медицинской аппаратуры и техники ночного видения Г. Т. Петровскому присуждена премия имени Д. И. Менделеева в области химических наук, учреждённая Правительством Санкт-Петербурга и Президиумом Санкт-Петербургского научного центра.

## Память
8 августа 2006 года, в день 75-летия со дня рождения Г. Т. Петровского, благодаря стараниям Марины Лазаревны Петровской — его верной спутницы в жизни и науке на протяжении почти 40 лет, и поддержке руководства НИТИОМ открыт мемориальный кабинет Г. Т. Петровского. В 2006 году вышла из печати его автобиографическая книга (2-е издание), дополненная воспоминаниями коллег и друзей. В 2008 году издан сборник избранных трудов Г. Т. Петровского по широкому кругу проблем оптического материаловедения. 4 августа 2001 года имя «Гурий» (лат.  Gurij) в честь Г. Т. Петровского присвоено малой планете Солнечной системы № 14814, открытой 7 сентября 1981 года сотрудником Крымской астрофизической обсерватории Л. Г. Карачкиной.
15 октября 2013 года Законодательное собрание Санкт-Петербурга одобрило инициативу губернатора Г. С. Полтавченко об установке мемориальной доски Г. Т. Петровскому.

## Награды
- Орден «Знак Почёта» (1976)
- Государственная премия СССР (1970 и 1981 год)
- Государственная премия Российской Федерации в области науки и техники (1998)
- Орден Дружбы народов (1993)
- Премия имени Д. И. Менделеева (2005)